# Обобщённый собственный вектор
Обобщённый собственный вектор {\displaystyle n\times n} матрицы {\displaystyle A} — вектор, который удовлетворяет определённым критериям, которые слабее, чем критерии для (обычных) собственных векторов.
Пусть {\displaystyle V} будет {\displaystyle n}-мерным векторным пространством. Пусть {\displaystyle \phi } будет линейным отображением в {\displaystyle L(V)}, множества всех линейных отображений из {\displaystyle V} в себя. Пусть {\displaystyle A} будет матричным представлением отображения {\displaystyle \phi } для некоторого упорядоченного базиса.
Может не существовать полного набора {\displaystyle n} линейно независимых собственных векторов матрицы {\displaystyle A}, которые образуют полный базис для {\displaystyle V}. То есть, матрица {\displaystyle A} не может быть диагонализирована. Это происходит, когда алгебраическая кратность по меньшей мере одного собственного значения {\displaystyle \lambda _{i}} больше, чем его геометрическая кратность (степень вырожденности матрицы {\displaystyle (A-\lambda _{i}E)}, или размерность его ядра). В этом случае {\displaystyle \lambda _{i}} называется дефектным собственным значением, а сама матрица {\displaystyle A} называется дефектной матрицей.
Обобщённый собственный вектор {\displaystyle x_{i}}, соответствующий {\displaystyle \lambda _{i}}, вместе с матрицей {\displaystyle (A-\lambda _{i}E)} образует цепочку Жордана линейно независимых обобщённых собственных векторов, которые образуют базис для инвариантного подпространства пространства {\displaystyle V}.
Используя обобщённые собственные векторы, множество линейно независимых собственных векторов матрицы {\displaystyle A} может быть расширено, если необходимо, до полного базиса для {\displaystyle V}. Этот базис можно использовать для определения «почти диагональной матрицы» {\displaystyle J} в жордановой нормальной форме, подобной матрице {\displaystyle A}, что применяется при вычислении определённых матричных функций от {\displaystyle A}. Матрица {\displaystyle J} также применяется при решении системы линейных дифференциальных уравнений {\displaystyle \mathbf {x} '=A\mathbf {x} }, где {\displaystyle A} не обязательно диагонализируема.
Размерность обобщённого собственного пространства, соответствующего заданному собственному значению {\displaystyle \lambda }, равна алгебраической кратности {\displaystyle \lambda }.

## Обзор и определение
Имеется несколько эквивалентных путей определения обычного собственного вектора. Для наших целей собственным вектором {\displaystyle \mathbf {u} }, ассоциированным с собственным значением {\displaystyle \lambda } {\displaystyle n\times n} матрицы {\displaystyle A}, является ненулевой вектор, для которого {\displaystyle (A-\lambda E)\mathbf {u} =\mathbf {0} }, где {\displaystyle E} является {\displaystyle n\times n} единичной матрицей, а {\displaystyle \mathbf {0} } является нулевым вектором длины {\displaystyle n}. То есть, {\displaystyle \mathbf {u} } является ядром преобразования {\displaystyle (A-\lambda E)}. Если {\displaystyle A} имеет {\displaystyle n} линейно независимых собственных векторов, то {\displaystyle A} подобна диагональной матрице {\displaystyle D}. То есть, существует невырожденная матрица {\displaystyle M}, такая что {\displaystyle A} диагонализируема с помощью преобразование подобия {\displaystyle D=M^{-1}AM}. Матрица {\displaystyle D} называется спектральной матрицей матрицы {\displaystyle A}. Матрица {\displaystyle M} называется модальной матрицей матрицы {\displaystyle A}. Диагонализируемые матрицы представляют определённый интерес, поскольку матричные функции от неё могут быть легко вычислены.
С другой стороны, если матрица {\displaystyle A} не имеет {\displaystyle n} линейно независимых собственных векторов, ассоциированных с ней, то {\displaystyle A} не диагонализируема.
Определение: Вектор {\displaystyle \mathbf {x} _{m}} является обобщённым собственным вектором ранга {\displaystyle m} матрицы {\displaystyle A}, соответствующим собственному значению {\displaystyle \lambda }, если:
{\displaystyle (A-\lambda E)^{m}\mathbf {x} _{m}=\mathbf {0} ~,}
но
{\displaystyle (A-\lambda E)^{m-1}\mathbf {x} _{m}\neq \mathbf {0} ~.} .
Обобщённый собственный вектор ранга 1 является обычным собственным вектором. Любая {\displaystyle n\times n} матрица {\displaystyle A} имеет {\displaystyle n} линейно независимых обобщённых собственных векторов, ассоциированных с ней, и можно показать, что она подобна «почти диагональной» матрице {\displaystyle J} в жордановой нормальной форме. То есть, существует обратимая матрица {\displaystyle M}, такая что {\displaystyle J=M^{-1}AM}. Матрица {\displaystyle M} в этом случае называется обобщённой модальной матрицей матрицы {\displaystyle A}. Если {\displaystyle \lambda } является собственным значением с алгебраической кратностью {\displaystyle \mu }, то {\displaystyle A} будет иметь {\displaystyle \mu } линейно независимых обобщённых собственных векторов, соответствующих {\displaystyle \lambda }. Эти результаты, в свою очередь, предоставляют метод вычисления определённых матричных функций от {\displaystyle A}.
Примечание: Для того, что бы {\displaystyle n\times n} матрица {\displaystyle A} над полем {\displaystyle F} могла быть выражена в жордановой нормальной форме, все собственные значения матрицы {\displaystyle A} должны быть в {\displaystyle F}. То есть, характеристический многочлен {\displaystyle f(x)} должен разлагаться полностью на линейные множители. Альтернативный пример: если матрица {\displaystyle A} состоит из вещественных элементов, может оказаться, что собственные значения и компоненты собственных векторов будут содержать мнимые значения.
Линейная оболочка всех обобщённых собственных векторов для данного {\displaystyle \lambda } образует обобщённое собственное пространство для {\displaystyle \lambda }.

## Примеры
Несколько примеров для иллюстрации концепции обобщённых собственных векторов. Некоторые детали будут описаны ниже.

### Пример 1
Представленный ниже тип матрицы часто используется в учебниках.
Возьмём матрицу
{\displaystyle A={\begin{pmatrix}1&1\\0&1\end{pmatrix}}~.}
Тогда имеется только одно собственное значение, {\displaystyle \lambda =1}, и его алгебраическая кратность {\displaystyle m=2}.
Заметим, что эта матрица имеет жорданову нормальную форму, но не диагональна. Следовательно, эта матрица не диагонализируема. Поскольку наддиагональ содержит один элемент, имеется один обобщённый собственный вектор ранга, большего 1 (заметим, что векторное пространство {\displaystyle V} имеет размерность 2, так что может быть не более одного обобщённого собственного вектора ранга, большего 1). Можно также вычислить размерность ядра матрицы {\displaystyle A-\lambda E}, которая равняется {\displaystyle p=1}, тогда имеется {\displaystyle m-p=1} обобщённых собственных векторов ранга, большего 1.
Обыкновенный собственный вектор {\displaystyle \mathbf {v} _{1}={\begin{pmatrix}1\\0\end{pmatrix}}} вычисляется стандартным методом (см. статью Собственный вектор). Используя этот собственный вектор определяется обобщённый собственный вектор {\displaystyle \mathbf {v} _{2}} путём решения уравнения:
{\displaystyle (A-\lambda E)\mathbf {v} _{2}=\mathbf {v} _{1}~.}
Выписывая значения:
{\displaystyle \left({\begin{pmatrix}1&1\\0&1\end{pmatrix}}-1{\begin{pmatrix}1&0\\0&1\end{pmatrix}}\right){\begin{pmatrix}v_{21}\\v_{22}\end{pmatrix}}={\begin{pmatrix}0&1\\0&0\end{pmatrix}}{\begin{pmatrix}v_{21}\\v_{22}\end{pmatrix}}={\begin{pmatrix}1\\0\end{pmatrix}}~.}
Это выражение упрощается до:
{\displaystyle v_{22}=1~.}
Элемент {\displaystyle v_{21}} не имеет ограничений. Обобщённый собственный вектор ранга 2 равен тогда {\displaystyle \mathbf {v} _{2}={\begin{pmatrix}a\\1\end{pmatrix}}}, где {\displaystyle a} может иметь любое скалярное значение. Выбор {\displaystyle a=0} является, как правило, простейшим.
При этом:
{\displaystyle (A-\lambda E)\mathbf {v} _{2}={\begin{pmatrix}0&1\\0&0\end{pmatrix}}{\begin{pmatrix}a\\1\end{pmatrix}}={\begin{pmatrix}1\\0\end{pmatrix}}=\mathbf {v} _{1}~,}
так что {\displaystyle \mathbf {v} _{2}} является обобщённым собственным вектором,
{\displaystyle (A-\lambda E)\mathbf {v} _{1}={\begin{pmatrix}0&1\\0&0\end{pmatrix}}{\begin{pmatrix}1\\0\end{pmatrix}}={\begin{pmatrix}0\\0\end{pmatrix}}=\mathbf {0} ~,}
так что {\displaystyle \mathbf {v} _{1}} является обычным собственным вектором, а {\displaystyle \mathbf {v} _{1}} и {\displaystyle \mathbf {v} _{2}} являются линейно независимыми, и, следовательно, образуют базис для векторного пространства {\displaystyle V}.

### Пример 2
Следующий пример несколько сложнее примера 1, но также небольшого размера.
Матрица
{\displaystyle A={\begin{pmatrix}1&0&0&0&0\\3&1&0&0&0\\6&3&2&0&0\\10&6&3&2&0\\15&10&6&3&2\end{pmatrix}}}
имеет собственные значения {\displaystyle \lambda _{1}=1} и {\displaystyle \lambda _{2}=2} с алгебраическими кратностями {\displaystyle \mu _{1}=2} и {\displaystyle \mu _{2}=3}, но геометрические кратности будут равны {\displaystyle \gamma _{1}=1} и{\displaystyle \gamma _{2}=1}.
Обобщённое собственное подпространство матрицы {\displaystyle A} вычисляется ниже.
{\displaystyle \mathbf {x} _{1}} является обычным собственным вектором, ассоциированным с {\displaystyle \lambda _{1}}.
{\displaystyle \mathbf {x} _{2}} является обобщённым собственным вектором, ассоциированным с {\displaystyle \lambda _{1}}.
{\displaystyle \mathbf {y} _{1}} является обобщённым собственным вектором, ассоциированным с {\displaystyle \lambda _{2}}.
{\displaystyle \mathbf {y} _{2}} и {\displaystyle \mathbf {y} _{3}} являются обобщёнными собственными векторами, ассоциированными с {\displaystyle \lambda _{2}}.
{\displaystyle (A-1E)\mathbf {x} _{1}={\begin{pmatrix}0&0&0&0&0\\3&0&0&0&0\\6&3&1&0&0\\10&6&3&1&0\\15&10&6&3&1\end{pmatrix}}{\begin{pmatrix}0\\3\\-9\\9\\-3\end{pmatrix}}={\begin{pmatrix}0\\0\\0\\0\\0\end{pmatrix}}=\mathbf {0} ~,}
{\displaystyle (A-1E)\mathbf {x} _{2}={\begin{pmatrix}0&0&0&0&0\\3&0&0&0&0\\6&3&1&0&0\\10&6&3&1&0\\15&10&6&3&1\end{pmatrix}}{\begin{pmatrix}1\\-15\\30\\-1\\-45\end{pmatrix}}={\begin{pmatrix}0\\3\\-9\\9\\-3\end{pmatrix}}=\mathbf {x} _{1}~,}
{\displaystyle (A-2E)\mathbf {y} _{1}={\begin{pmatrix}-1&0&0&0&0\\3&-1&0&0&0\\6&3&0&0&0\\10&6&3&0&0\\15&10&6&3&0\end{pmatrix}}{\begin{pmatrix}0\\0\\0\\0\\9\end{pmatrix}}={\begin{pmatrix}0\\0\\0\\0\\0\end{pmatrix}}=\mathbf {0} ~,}
{\displaystyle (A-2E)\mathbf {y} _{2}={\begin{pmatrix}-1&0&0&0&0\\3&-1&0&0&0\\6&3&0&0&0\\10&6&3&0&0\\15&10&6&3&0\end{pmatrix}}{\begin{pmatrix}0\\0\\0\\3\\0\end{pmatrix}}={\begin{pmatrix}0\\0\\0\\0\\9\end{pmatrix}}=\mathbf {y} _{1}~,}
{\displaystyle (A-2E)\mathbf {y} _{3}={\begin{pmatrix}-1&0&0&0&0\\3&-1&0&0&0\\6&3&0&0&0\\10&6&3&0&0\\15&10&6&3&0\end{pmatrix}}{\begin{pmatrix}0\\0\\1\\-2\\0\end{pmatrix}}={\begin{pmatrix}0\\0\\0\\3\\0\end{pmatrix}}=\mathbf {y} _{2}~.}
Получаем базис для каждого из обобщённых собственных пространств матрицы {\displaystyle A}.
Вместе линейные комбинации двух цепочек обобщённых собственных векторов заполняют пространство всех 5-мерных векторов-столбцов:
{\displaystyle \left\{\mathbf {x} _{1},\mathbf {x} _{2}\right\}=\left\{{\begin{pmatrix}0\\3\\-9\\9\\-3\end{pmatrix}}{\begin{pmatrix}1\\-15\\30\\-1\\-45\end{pmatrix}}\right\}~,\left\{\mathbf {y} _{1},\mathbf {y} _{2},\mathbf {y} _{3}\right\}=\left\{{\begin{pmatrix}0\\0\\0\\0\\9\end{pmatrix}}{\begin{pmatrix}0\\0\\0\\3\\0\end{pmatrix}}{\begin{pmatrix}0\\0\\1\\-2\\0\end{pmatrix}}\right\}~.}
«Почти диагональная» матрица {\displaystyle J} в жордановой нормальной форме, подобная {\displaystyle A}, получается следующим образом:
{\displaystyle M={\begin{pmatrix}\mathbf {x} _{1}&\mathbf {x} _{2}&\mathbf {y} _{1}&\mathbf {y} _{2}&\mathbf {y} _{3}\end{pmatrix}}={\begin{pmatrix}0&1&0&0&0\\3&-15&0&0&0\\-9&30&0&0&1\\9&-1&0&3&-2\\-3&-45&9&0&0\end{pmatrix}}~,}
{\displaystyle J={\begin{pmatrix}1&1&0&0&0\\0&1&0&0&0\\0&0&2&1&0\\0&0&0&2&1\\0&0&0&0&2\end{pmatrix}}~,}
где {\displaystyle M} является обобщённой модальной матрицей матрицы {\displaystyle A}, столбцы матрицы {\displaystyle M} являются каноническим базисом матрицы {\displaystyle A}, и {\displaystyle AM=MJ}.

## Цепочки Жордана
Определение: Пусть {\displaystyle \mathbf {x} _{m}} будет обобщённым собственным вектором ранга {\displaystyle m}, соответствующим матрице {\displaystyle A} и собственному значению {\displaystyle \lambda }. Цепочка, образованная вектором {\displaystyle \mathbf {x} _{m}} — это набор векторов {\displaystyle \left\{\mathbf {x} _{m},\mathbf {x} _{m-1},\dots ,\mathbf {x} _{1}\right\}}, определённых выражением:
| {\displaystyle \mathbf {x} _{m-1}=(A-\lambda E)\mathbf {x} _{m}~,} {\displaystyle \mathbf {x} _{m-2}=(A-\lambda E)^{2}\mathbf {x} _{m}=(A-\lambda E)\mathbf {x} _{m-1}~,} {\displaystyle \mathbf {x} _{m-3}=(A-\lambda E)^{3}\mathbf {x} _{m}=(A-\lambda E)\mathbf {x} _{m-2}~,} {\displaystyle \vdots } {\displaystyle \mathbf {x} _{1}=(A-\lambda E)^{m-1}\mathbf {x} _{m}=(A-\lambda E)\mathbf {x} _{2}~.} | (1) |

Тогда:
| {\displaystyle \mathbf {x} _{j}=(A-\lambda E)^{m-j}\mathbf {x} _{m}=(A-\lambda E)\mathbf {x} _{j+1}\qquad (j=1,2,\dots ,m-1)~.} | (2) |

Вектор {\displaystyle \mathbf {x} _{j}}, заданный формулой (2), является обобщённым собственным вектором ранга {\displaystyle j}, соответствующим собственному значению {\displaystyle \lambda }. Цепочка является набором линейно независимых векторов.

## Канонический базис
Определение: Набор {\displaystyle n} линейно независимых обобщённых собственных векторов является каноническим базисом, если набор полностью состоит из цепочек Жордана.
Таким образом, если обобщённый собственный вектор ранга {\displaystyle m} находится в каноническом базисе, то {\displaystyle m-1} векторов {\displaystyle \mathbf {x} _{m-1},\mathbf {x} _{m-2},\ldots ,\mathbf {x} _{1}}, находящихся в цепочке Жордана, образованной {\displaystyle \mathbf {x} _{m}}, также находятся в каноническом базисе.
Пусть {\displaystyle \lambda _{i}} будет собственным значением матрицы {\displaystyle A} с алгебраической кратностью {\displaystyle \mu _{i}}. Найдём (матричные) ранги матриц {\displaystyle (A-\lambda _{i}E),(A-\lambda _{i}E)^{2},\ldots ,(A-\lambda _{i}E)^{m_{i}}}. Целое число {\displaystyle m_{i}} определяется как первое число, для которого {\displaystyle (A-\lambda _{i}R)^{m_{i}}} имеет ранг {\displaystyle n-\mu _{i}} (здесь {\displaystyle n} равно числу строк или столбцов матрицы {\displaystyle A}, то есть, матрица {\displaystyle A} имеет размер {\displaystyle n\times n}).
Далее определим:
{\displaystyle \rho _{k}=\operatorname {rank} (A-\lambda _{i}E)^{k-1}-\operatorname {rank} (A-\lambda _{i}E)^{k}\qquad (k=1,2,\ldots ,m_{i})~.}
Переменная {\displaystyle \rho _{k}} обозначает число линейно независимых обобщённых собственных векторов ранга {\displaystyle k}, соответствующих собственному значению {\displaystyle \lambda _{i}}, которые появятся в каноническом базисе матрицы {\displaystyle A}. При этом:
{\displaystyle \operatorname {rank} (A-\lambda _{i}E)^{0}=\operatorname {rank} (E)=n}.

## Вычисление обобщённых собственных векторов
В предыдущих разделах представлены техники получения {\displaystyle n} линейно независимых обобщённых собственных векторов канонического базиса для векторного пространства {\displaystyle V}, ассоциированного с {\displaystyle n\times n} матрицей {\displaystyle A}. Эти техники могут быть собраны в процедуре:
Решаем характеристический многочлен матрицы {\displaystyle A}, чтобы получить собственные значения {\displaystyle \lambda _{i}} и их алгебраические кратности {\displaystyle \mu _{i}};
Для каждого {\displaystyle \lambda _{i}}:
Определяем {\displaystyle n-\mu _{i}};
Определяем {\displaystyle m_{i}};
Определяем {\displaystyle \rho _{k}} для {\displaystyle (k=1,\ldots ,m_{i})};
Определяем каждую жорданову цепь для {\displaystyle \lambda _{i}}.

### Пример 3
Матрица
{\displaystyle A={\begin{pmatrix}5&1&-2&4\\0&5&2&2\\0&0&5&3\\0&0&0&4\end{pmatrix}}}
имеет собственное значение {\displaystyle \lambda _{1}=5} с алгебраической кратностью {\displaystyle \mu _{1}=3} и собственное значение {\displaystyle \lambda _{2}=4} с алгебраической кратностью {\displaystyle \mu _{2}=1}, при этом {\displaystyle n=4}. Для каждого {\displaystyle \lambda _{1}} выполняется: {\displaystyle n-\mu _{1}=4-3=1}.
{\displaystyle (A-5E)={\begin{pmatrix}0&1&-2&4\\0&0&2&2\\0&0&0&3\\0&0&0&-1\end{pmatrix}}~,\qquad \operatorname {rank} (A-5E)=3~.}
{\displaystyle (A-5E)^{2}={\begin{pmatrix}0&0&2&-8\\0&0&0&4\\0&0&0&-3\\0&0&0&1\end{pmatrix}}~,\qquad \operatorname {rank} (A-5E)^{2}=2~.}
{\displaystyle (A-5E)^{3}={\begin{pmatrix}0&0&0&14\\0&0&0&-4\\0&0&0&3\\0&0&0&-1\end{pmatrix}}~,\qquad \operatorname {rank} (A-5E)^{3}=1~.}
Первое целое {\displaystyle m_{1}}, для которого {\displaystyle (A-5E)^{m_{1}}} имеет ранг {\displaystyle n-\mu _{1}=1}, равно {\displaystyle m_{1}=3}.
Далее определяем:
{\displaystyle \rho _{3}=\operatorname {rank} (A-5E)^{2}-\operatorname {rank} (A-5E)^{3}=2-1=1~,}
{\displaystyle \rho _{2}=\operatorname {rank} (A-5E)^{1}-\operatorname {rank} (A-5E)^{2}=3-2=1~,}
{\displaystyle \rho _{1}=\operatorname {rank} (A-5E)^{0}-\operatorname {rank} (A-5E)^{1}=4-3=1~.}
Следовательно, будет три линейно независимых обобщённых собственных вектора, по одному из рангов 3, 2 и 1. Поскольку {\displaystyle \lambda _{1}} соответствует одной цепи из трёх линейно независимых обобщённых собственных векторов, существует обобщённый собственный вектор {\displaystyle \mathbf {x} _{3}} ранга 3, соответствующий {\displaystyle \lambda _{1}}, такой что:
| {\displaystyle (A-5E)^{3}\mathbf {x} _{3}=\mathbf {0} ~,} | (3) |

но:
| {\displaystyle (A-5E)^{2}\mathbf {x} _{3}\neq \mathbf {0} ~.} | (4) |

Выражения (3) и (4) представляют линейную систему, которую можно решить относительно {\displaystyle \mathbf {x} _{3}}. Пусть
{\displaystyle \mathbf {x} _{3}={\begin{pmatrix}x_{31}\\x_{32}\\x_{33}\\x_{34}\end{pmatrix}}~.}
Тогда:
{\displaystyle (A-5E)^{3}\mathbf {x} _{3}={\begin{pmatrix}0&0&0&14\\0&0&0&-4\\0&0&0&3\\0&0&0&-1\end{pmatrix}}{\begin{pmatrix}x_{31}\\x_{32}\\x_{33}\\x_{34}\end{pmatrix}}={\begin{pmatrix}14x_{34}\\-4x_{34}\\3x_{34}\\-x_{34}\end{pmatrix}}={\begin{pmatrix}0\\0\\0\\0\end{pmatrix}}}
и
{\displaystyle (A-5E)^{2}\mathbf {x} _{3}={\begin{pmatrix}0&0&2&-8\\0&0&0&4\\0&0&0&-3\\0&0&0&1\end{pmatrix}}{\begin{pmatrix}x_{31}\\x_{32}\\x_{33}\\x_{34}\end{pmatrix}}={\begin{pmatrix}2x_{33}-8x_{34}\\4x_{34}\\-3x_{34}\\x_{34}\end{pmatrix}}\neq {\begin{pmatrix}0\\0\\0\\0\end{pmatrix}}~.}
Тогда, чтобы удовлетворить условиям (3) и (4), необходимо иметь {\displaystyle x_{34}=0} и {\displaystyle x_{33}\neq 0}. Никакие ограничения не накладываются на {\displaystyle x_{31}} и {\displaystyle x_{32}}. Выбрав {\displaystyle x_{31}=x_{32}=x_{34}=0,x_{33}=1}, получим:
{\displaystyle \mathbf {x} _{3}={\begin{pmatrix}0\\0\\1\\0\end{pmatrix}}~,}
как обобщённый собственный вектор ранга 3, соответствующий {\displaystyle \lambda _{1}=5}. Можно получить бесконечно много других обобщённых собственных векторов ранга 3, выбрав другие значения {\displaystyle x_{31}}, {\displaystyle x_{32}} и {\displaystyle x_{33}} при {\displaystyle x_{33}\neq 0}. Сделанный выбор, однако, самый простой.
Теперь, используя равенства (1), получим {\displaystyle \mathbf {x} _{2}} и {\displaystyle \mathbf {x} _{1}} как обобщённые собственные векторе ранга 2 и 1 соответственно, где:
{\displaystyle \mathbf {x} _{2}=(A-5E)\mathbf {x} _{3}={\begin{pmatrix}-2\\2\\0\\0\end{pmatrix}}}
и
{\displaystyle \mathbf {x} _{1}=(A-5E)\mathbf {x} _{2}={\begin{pmatrix}2\\0\\0\\0\end{pmatrix}}~.}
Некратное собственное значение {\displaystyle \lambda _{2}=4} может быть вычислено с помощью стандартных техник и оно соответствует обычному собственному вектору:
{\displaystyle \mathbf {y} _{1}={\begin{pmatrix}-14\\4\\-3\\1\end{pmatrix}}~.}
Каноническим базисом матрицы {\displaystyle A} будет:
{\displaystyle \left\{\mathbf {x} _{3},\mathbf {x} _{2},\mathbf {x} _{1},\mathbf {y} _{1}\right\}=\left\{{\begin{pmatrix}0\\0\\1\\0\end{pmatrix}}{\begin{pmatrix}-2\\2\\0\\0\end{pmatrix}}{\begin{pmatrix}2\\0\\0\\0\end{pmatrix}}{\begin{pmatrix}-14\\4\\-3\\1\end{pmatrix}}\right\}~.}
{\displaystyle \mathbf {x} _{1},\mathbf {x} _{2}} и {\displaystyle \mathbf {x} _{3}} будут обобщёнными собственными векторами, ассоциированными с {\displaystyle \lambda _{1}}, в то время как {\displaystyle \mathbf {y} _{1}} является обычным собственным вектором, ассоциированным с {\displaystyle \lambda _{2}}.
Это довольно простой пример. В общем случае количества {\displaystyle \rho _{k}} линейно независимых обобщённых собственных векторов ранга {\displaystyle k} не всегда будут одинаковыми. То есть, могут быть цепочки с разными длинами соответствующих собственных значений.

## Обобщённая модальная матрица
Пусть {\displaystyle A} является {\displaystyle n\times n} матрицей. Обобщённая модальная матрица {\displaystyle M} для {\displaystyle A} — это {\displaystyle n\times n} матрица, столбцы которой, рассматриваемые как вектора, образуют канонический базис матрицы {\displaystyle A} и появляются в {\displaystyle M} по следующим правилам:
- Все цепочки Жордана, состоящие из одного вектора (то есть, длиной в один вектор) появляются в первом столбце матрицы {\displaystyle M}.
- Все вектора одной цепочки появляются вместе в смежных столбцах матрицы {\displaystyle M}.
- Каждая цепочка появляется в {\displaystyle M} в порядке увеличения ранга (то есть, обобщённый собственный вектор ранга 1 появляется до обобщённого собственного вектора ранга 2 той же цепочки, этот вектор появляется до обобщённого собственного вектора ранга 3 той же цепочки, и т. д.)[25].

## Жорданова нормальная форма

Пример матрицы в жордановой нормальной форме. Серые блоки называются блоками Жордана.

Пусть {\displaystyle V} является {\displaystyle n}-мерным векторным пространством. Пусть {\displaystyle \phi } будет линейным отображением из {\displaystyle L(V}), множества всех линейных отображений из {\displaystyle V} в себя. Пусть {\displaystyle A} будет матричным представлением {\displaystyle \phi } для некоторого упорядоченного базиса. Можно показать, что если характеристический многочлен {\displaystyle f(\lambda )} матрицы {\displaystyle A} разлагается на линейные множители, так что {\displaystyle f(\lambda )} имеет вид:
{\displaystyle f(\lambda )=\pm (\lambda -\lambda _{1})^{\mu _{1}}(\lambda -\lambda _{2})^{\mu _{2}}\cdots (\lambda -\lambda _{r})^{\mu _{r}}~,}
где {\displaystyle \lambda _{1},\lambda _{2},\ldots ,\lambda _{r}} являются различными собственными значениями {\displaystyle A}, то каждое {\displaystyle \mu _{i}} является алгебраической кратностью соответствующего собственного значения {\displaystyle \lambda _{i}}, а {\displaystyle A} подобна матрице {\displaystyle J} в жордановой нормальной форме, где каждая {\displaystyle \lambda _{i}} появляется {\displaystyle \mu _{i}} раз последовательно на диагонали. При этом элемент непосредственно над каждой {\displaystyle \lambda _{i}} (то есть, на наддиагонали) равен либо 0, либо 1 — элементы, выше первого вхождения каждой {\displaystyle \lambda _{i}} всегда равны 0; все другие элементы на наддиагонали равны 1. При этом все другие элементы вне диагонали и наддиагонали равны 0. Матрица {\displaystyle J} наиболее близка к диагонализации матрицы {\displaystyle A}. Если матрица {\displaystyle A} диагонализируема, все элементы выше диагонали равны нулю . Заметим, что в некоторых книгах единицы располагаются на поддиагонали, то есть, непосредственно под главной диагонали, а не на наддиагонали. Собственные значения при этом остаются на главной диагонали.
Любая {\displaystyle n\times n} матрица {\displaystyle A} подобна матрице {\displaystyle J} в жордановой нормальной форме, которая получается посредством преобразований подобия {\displaystyle J=M^{-1}AM}, где {\displaystyle M} является обобщённой модальной матрицей матрицы {\displaystyle A} (См. Примечание выше).

### Пример 4
Найдём матрицу в жордановой нормальной форме, которая подобна матрице:
{\displaystyle A={\begin{pmatrix}0&4&2\\-3&8&3\\4&-8&-2\end{pmatrix}}~.}
Решение: Характеристическое уравнение матрицы {\displaystyle A} — {\displaystyle (\lambda -2)^{3}=0}, следовательно, {\displaystyle \lambda _{1}=2} является единственным собственным значением с алгебраической кратностью {\displaystyle \mu _{1}=3}. Следуя процедуре из предыдущего раздела, находим что:
{\displaystyle \operatorname {rank} (A-2E)=1}
и
{\displaystyle \operatorname {rank} (A-2E)^{2}=0=n-\mu _{1}~.}
Тогда {\displaystyle \rho _{2}=1} и {\displaystyle \rho _{1}=2}, откуда следует, что канонический базис матрицы {\displaystyle A} будет содержать один линейно независимый обобщённый собственный вектор ранга 2 и два линейно независимых обобщённых собственных вектора ранга 1, или, что эквивалентно: одну цепочку из двух векторов {\displaystyle \left\{\mathbf {x} _{2},\mathbf {x} _{1}\right\}} и одну цепочку векторов {\displaystyle \left\{\mathbf {y} _{1}\right\}}. Обозначив {\displaystyle M={\begin{pmatrix}\mathbf {y} _{1}&\mathbf {x} _{1}&\mathbf {x} _{2}\end{pmatrix}}}, получим:
{\displaystyle M={\begin{pmatrix}2&2&0\\1&3&0\\0&-4&1\end{pmatrix}}}
и
{\displaystyle J={\begin{pmatrix}2&0&0\\0&2&1\\0&0&2\end{pmatrix}}~,}
где {\displaystyle M} является обобщённой модальной матрицей матрицы {\displaystyle A}, столбцы матрицы {\displaystyle M} являются каноническим базисом матрицы {\displaystyle A}, и {\displaystyle AM=MJ}. Поскольку обобщённые собственные векторы сами по себе не единственны, и поскольку некоторые из столбцов матриц {\displaystyle M} и {\displaystyle J} могут быть обменены, то отсюда следует, что как матрица {\displaystyle M}, так и {\displaystyle J} не уникальны.

### Пример 5
В Примере 3 был найден канонический базис линейно независимых обобщённых собственных векторов матрицы {\displaystyle A}. Обобщённая модальная матрица матрицы {\displaystyle A} равна:
{\displaystyle M={\begin{pmatrix}\mathbf {y} _{1}&\mathbf {x} _{1}&\mathbf {x} _{2}&\mathbf {x} _{3}\end{pmatrix}}={\begin{pmatrix}-14&2&-2&0\\4&0&2&0\\-3&0&0&1\\1&0&0&0\end{pmatrix}}~.}
Матрица в жордановой нормальной форме, подобная матрице {\displaystyle A}, равна:
{\displaystyle J={\begin{pmatrix}4&0&0&0\\0&5&1&0\\0&0&5&1\\0&0&0&5\end{pmatrix}}~,}
так что {\displaystyle AM=MJ}.

## Приложения

### Матричные функции
Три главные операции, которые можно проводить с квадратными матрицами — это сложение матриц, умножение на скаляр и матричное умножение. Это в точности те операции, которые нужны для определения полиномиальной функции от {\displaystyle n\times n} матрицы {\displaystyle A}. Многие функции могут быть представлены в виде ряда Маклорена, Следовательно, можно определить более общие функции от матриц. Если матрица {\displaystyle A} диагонализируема, то есть:
{\displaystyle D=M^{-1}AM~,}
с
{\displaystyle D={\begin{pmatrix}\lambda _{1}&0&\cdots &0\\0&\lambda _{2}&\cdots &0\\\vdots &\vdots &\ddots &\vdots \\0&0&\cdots &\lambda _{n}\end{pmatrix}}~,}
тогда:
{\displaystyle D^{k}={\begin{pmatrix}\lambda _{1}^{k}&0&\cdots &0\\0&\lambda _{2}^{k}&\cdots &0\\\vdots &\vdots &\ddots &\vdots \\0&0&\cdots &\lambda _{n}^{k}\end{pmatrix}}~,}
и суммирование ряда Маклорена функции {\displaystyle A} сильно упрощается . Например, для получения любой степени k матрицы {\displaystyle A}, нужно лишь вычислить {\displaystyle D^{k}}, умножив затем слева матрицу {\displaystyle D^{k}} на {\displaystyle M}, а затем справа на {\displaystyle M^{-1}}.
С помощью обобщённых собственных векторов можно получить жорданову нормальную форму матрицы {\displaystyle A} и эти результаты можно обобщить для получения прямого метода вычисления функций от недиагонализируемых матриц (См. Разложение Жордана.)

### Дифференциальные уравнения
Рассмотрим задачу решения системы линейных обыкновенных дифференциальных уравнений:
| {\displaystyle \mathbf {x} '=A\mathbf {x} ~,} | (5) |

где:
{\displaystyle \mathbf {x} ={\begin{pmatrix}x_{1}(t)\\x_{2}(t)\\\vdots \\x_{n}(t)\end{pmatrix}}~,\quad \mathbf {x} '={\begin{pmatrix}x_{1}'(t)\\x_{2}'(t)\\\vdots \\x_{n}'(t)\end{pmatrix}}~,}      и      {\displaystyle A=(a_{ij})~.}
Если матрица {\displaystyle A} диагонализируема, так что {\displaystyle a_{ij}=0} для {\displaystyle i\neq j}, система (5) сводится к системе из {\displaystyle n} уравнений, которые принимают вид:
| {\displaystyle x_{1}'=a_{11}x_{1}} {\displaystyle x_{2}'=a_{22}x_{2}} {\displaystyle \vdots } {\displaystyle x_{n}'=a_{nn}x_{n}~.} | (6) |

В этом случае общее решение задаётся выражениями:
{\displaystyle x_{1}=k_{1}e^{a_{11}t}}
{\displaystyle x_{2}=k_{2}e^{a_{22}t}}
{\displaystyle \vdots }
{\displaystyle x_{n}=k_{n}e^{a_{nn}t}~.}
В общем случае следует диагонализировать матрицу {\displaystyle A} и свести систему (5) к системе вида (6) как указано ниже. Если матрица {\displaystyle A} диагонализируема, имеем {\displaystyle D=M^{-1}AM}, где {\displaystyle M} является модальной матрицей матрицы {\displaystyle A}. После подстановки {\displaystyle A=MDM^{-1}} равенство (5) принимает вид {\displaystyle M^{-1}\mathbf {x} '=D(M^{-1}\mathbf {x} )}, или:
| {\displaystyle \mathbf {y} '=D\mathbf {y} ~,} | (7) |

где:
| {\displaystyle \mathbf {x} =M\mathbf {y} ~.} | (8) |

Решением уравнения (7) будет:
{\displaystyle y_{1}=k_{1}e^{\lambda _{1}t}}
{\displaystyle y_{2}=k_{2}e^{\lambda _{2}t}}
{\displaystyle \vdots }
{\displaystyle y_{n}=k_{n}e^{\lambda _{n}t}~.}
Решение {\displaystyle \mathbf {x} } системы (5) получается тогда с помощью отношения (8).
С другой стороны, если матрица {\displaystyle A} не диагонализируема, выберем в качестве матрицы {\displaystyle M} обобщённую модальную матрицу для матрицы {\displaystyle A}, так что {\displaystyle J=M^{-1}AM} является жордановой нормальной формой матрицы {\displaystyle A}. Система {\displaystyle \mathbf {y} '=J\mathbf {y} } имеет вид:
| {\displaystyle {\begin{aligned}y_{1}'&=\lambda _{1}y_{1}+\epsilon _{1}y_{2}\\&\vdots \\y_{n-1}'&=\lambda _{n-1}y_{n-1}+\epsilon _{n-1}y_{n}\\y_{n}'&=\lambda _{n}y_{n}~,\end{aligned}}} | (9) |

где значениями {\displaystyle \lambda _{i}} являются собственные значения с главной диагонали матрицы {\displaystyle J}, а значениями {\displaystyle \epsilon _{i}} будут единицы и нули с наддиагонали матрицы {\displaystyle J}. Систему (9) часто решить проще, чем (5), например, по следующей схеме:
Решая последнее равенство в (9) относительно {\displaystyle y_{n}} получаем {\displaystyle y_{n}=k_{n}e^{\lambda _{n}t}}. Подставляя полученное значение {\displaystyle y_{n}} в предпоследнее равенство в (9), решаем его относительно {\displaystyle y_{n-1}}. Продолжая этот процесс, пройдём по всем равенствам (9) от последнего до первого, решая тем самым всю систему уравнений. Решение {\displaystyle \mathbf {x} } тогда получается из отношений (8).